# Le Grand-Saconnex
Grand-Saconnex és un municipi suís del cantó de Ginebra.